# Catherine Sola
Catherine Sola (Saint-Jean-de-Maurienne, 19 de enero de 1941-Périgueux, 12 de septiembre de 2014) fue una actriz de cine y televisión francesa.

## Filmografía seleccionada
- Le monocle noir (1961)
- Le voyage à Biarritz (1963)
- Allez France! (1964)
- Le Scandale (1967)
- Sweet Movie (1974)